# Artūr Juchno
Artūr Juchno (27 maggio 1992) è un ex calciatore e giocatore di calcio a 5 lituano.

## Carriera
Dopo aver giocato a calcio nel campionato lituano e in quello norvegese, nel 2017 si avvicina al calcio a 5, praticando per alcuni anni entrambe le discipline. Nel 2021 viene incluso nella lista definitiva dei convocati della Nazionale maschile di calcio a 5 della Lituania per la Coppa del Mondo ospitata proprio dal paese baltico. Nell'ottobre del 2021 viene tesserato dalla squadra italiana del Petrarca, con cui firma un contratto biennale.

## Palmarès
- Campionato lituano: 2
Vytis: 2019-2020, 2020-2021
- Coppa della Lituania: 2
Vytis: 2019-2020, 2020-2021